# Walter von Pückler
El conde Albrecht Erdmann Walter von Pückler-Muskau (9 de octubre de 1860 - 23 de agosto de 1924), también conocido por el apodo de Dreschgraf (tdl. ‘el conde de las palizas’), fue un abogado y agitador antisemita alemán. Se le ha referido como un «presagio del Holocausto».

## Biografía
Walter von Pückler nació en una distinguida familia noble el 9 de octubre de 1860, en Rogau, cerca de Breslavia. No fue hasta los 22 años que aprobó el Abitur y en 1887 aprobó el Referendarexamen. Ese mismo año, se graduó de la Universidad de Heidelberg con un doctorado en derecho. Fue designado referendario, pero pronto abandonó el servicio público. En 1894 heredó la mansión Klein-Tschirne.
A partir de 1899, Pückler ganó notoriedad por su participación en el movimiento antisemita, pronunciando discursos marcados por su extrema vulgaridad. En todos sus discursos, en su mayoría pronunciados en Berlín, abogó por medidas violentas contra los judíos, como irrumpir en sus tiendas, saquearlos, azotarlos, expulsarlos de sus hogares y matarlos. Por su uso constante de frases como «golpear a los judíos» y «romperles el cráneo», se ganó el apodo de Dreschgraf (tdl. ‘el conde de las palizas’).
Se vio a sí mismo como el sucesor legítimo de Stoecker y Ahlwardt, aunque el primero lo criticó por su violencia y vulgaridad. Revistas antisemitas, especialmente el Staatsbürgerzeitung de Wilhelm Bruh, que publicó sus discursos, lo aclamó como un aliado, aunque algunos de ellos rechazaron sus llamados a la violencia. Su alta posición social lo protegió durante mucho tiempo de un enjuiciamiento grave, aunque ocasionalmente fue juzgado por incitación a la violencia. Su afirmación ante el tribunal de Glogau el 12 de mayo de 1899, de que sus expresiones eran figurativas y no tenían la intención de dañar a los judíos, fue aceptada como una defensa válida.
A medida que la agitación de Pückler se dirigió cada vez más contra otros miembros de la alta nobleza, a quienes tildó de verjudet (tdl. ‘ajudaizados’), esta indulgencia disminuyó. El 12 de enero de 1905, un tribunal de Berlín condenó a Pückler a seis meses de prisión. Objetó a uno de los jueces, Simonson, debido a su ascendencia judía, pero la objeción no fue admitida. Su argumento de que había sido absuelto anteriormente cuando usó un lenguaje más duro no se consideró válido. Tras ser sentenciado, retó a duelo al presidente del tribunal, por lo que fue condenado a tres días adicionales de prisión por desacato al tribunal. El Dr. Neumann, experto en psiquiatría, testificó ante el tribunal que Pückler estaba mentalmente inestable y debía ser enviado a un manicomio. Pückler luego retó a duelo a Neumann y fue sentenciado a dos meses en la fortaleza de Weichselmünde. Luego publicó un artículo titulado Der Retter aus der Judennot («El salvador de la angustia de los judíos»), cuyo primer número fue incautado por la policía.
Pückler afirmó que estaba actuando siguiendo las instrucciones del mismo Jesucristo, y atrajo a un pequeño pero devoto número de seguidores. Sin embargo, no logró obtener el apoyo de las clases trabajadoras o la aristocracia. Murió en la oscuridad en Rogau el 23 de agosto de 1924. A pesar de su falta de contribuciones a la ideología del antisemitismo, su influencia radicalizadora fue reconocida por el diario de Julius Streicher, Der Stürmer, que lo celebró como un gran nacionalsocialista antes de que existió el partido.